# Edmundo Villani-Côrtes
Edmundo Villani-Côrtes (Juiz de Fora, in de regio Minas Gerais, Brazilië, 8 november 1930) is een Braziliaans componist, pianist, gitarist en professor in de muziek (muziekpedagoog).

## Levensloop
Hij groeide op in een muzikale familie. Autodidactisch leerde hij de altviool te bespelen. Gesteund door zijn familie ging hij 1954 studeren aan het Conservatório Brasileiro de Música de Rio de Janeiro met het hoofdvak piano bij Lorenzo Fernandez en Guilherme Mignone. In 1960 studeerde hij verder compositie bij de bekende Camargo Guarnieri en Henrique Morelembaum.
In de jaren 60 profileerde hij zich als concertpianist in de orkesten Orquestra Tamoio, met de maestro Cipó, te Rio de Janeiro en het Orquestra de Luís Arruda Paes.
Vanaf 1967 werd hij bekend als arrangeur van rond 600 werken voor de orkesten van de Braziliaanse televisie TV Tupi te São Paulo en TV Globo te Rio de Janeiro.
Hij is professor aan de Academia Paulista de Música, het Instituto de Artes van de Universiteit van São Paulo (USP) in São Paulo en sinds 1988 ook professor voor compositie aan de Escola de Música van de Universidade Federal do Rio de Janeiro (UFRJ).
Als componist schrijft hij in vele genres, van symfonie tot jazz en ook in de volksmuziek. Hij werd met nationale en internationale prijzen onderscheiden onder andere 1978 voor een compositie voor nonet in München, Duitsland, 1986 met een eerste prijs aan de Concurso de Composição da Editora Cultura Musical voor "Choro pretensioso" en 1990 en 1991 bij een compositie-wedstrijd van de Oquestra Jazz Sinfônica do Estado de São Paulo.

## Composities

### Werken voor orkest
- 1991 Raízes para contrabaixo e Orquestra de câmara
- 1992 Bachianinha para contrabaixo e Orquestra de câmara
- 1992 A 7a Folha do Diário de um Saci para contrabaixo e Orquestra de câmara
- 1993 Cinco miniaturas brasileiras para orquestra de cordas
  1. Prelúdio
  2. Toada
  3. Choro
  4. Cantiga de Ninar
  5. Baião
- 1996 Concerto para Contrabaixo e Orquestra
- 2000 Te Deum para orquestra sinfônica, coral e solistas
- 2001 Vento serrano voor orkest
- A Dança dos Quatro Mestres para contrabaixo e Orquestra de câmara
- Abertura/Catedral da Sé/Chôro voor orkest
- Concerto para Violino e Orquestra
- Concerto para Viola e Orquestra
- Papagaio Azul Cantata para coro e cordas para coro infantil, orquestra de cordas, piano e percussão
- Ponteio para trompete e orquestra solo
- Prelúdio e Postlúdio voor orkest
- Salve Patápio Silva voor orkest en jazz-groep

### Werken voor harmonieorkest
- 1993 Brazilian Rhapsody on Childrens's Themes
- 1997 Caete Jurure - The Supllication of the Forest
- 1997 La Sinfonía Nª1 para instrumentos de viento
  1. Ingênuo
  2. Pixingando
  3. Retratos
- Braseijo
- Confusion voor jazzkwintet en harmonieorkest
- Frevata voor vier trombones en harmonieorkest

### Muziektheater

#### Opera's
| Voltooid in | titel     | aktes   | première                            | libretto                             |
| ----------- | --------- | ------- | ----------------------------------- | ------------------------------------ |
|             | Poranduba | 3 aktes | 20 mei 2007, Manaus, Amazonetheater | Maria Lúcia Pimentel de Sampaio Góes |

### Vocaalmuziek met orkest of instrumenten
- 1990 Ciclo Cecília Meirelles
- 1995 Postais paulistanos
- Balada das Águas voor bariton en piano
- Canção de Carolina para canto e piano
- Cântico XXV voor bariton en piano
- Confissões voor bariton en piano
- Choro Urbano para flauta, oboé, piano, contrabaixo e percussão
- Valsinha de Roda para canto e piano

### Kamermuziek
- 1969 Sonata para viola e piano
- 1979 Praeludius Onnibus (Prelúdio para On) para contrabaixo e piano
- 1993 5 Miniaturas Brasileiras para contrabaixo e piano
- 1995 Choron para contrabaixo e piano
- 1995 Rua Aurora para contrabaixo e piano
- 1996 Chorando para contrabaixo e piano
- A dança dos Quatro Mestres voor vier contrabassen
- Águas Claras para clarineta e piano
- Abertura voor kamerorkest
- Concerto para Flauta en kamerorkest
- Chorando para contrabaixo, piano e percussão
- Chôro para flauta e piano
- Chôro Patético voor fluit, gitaar, hobo en fagot
- Estados d'Alma - Suite para violoncelo e piano
  1. Contemplativo (Prelúdio)
  2. Pretensioso (Chôro)
  3. Terno (Cantiga de Ninar)
  4. Audacioso (Baião)
- Frevo Fugato para duas flautas, corne inglês, piano, contrabaixo e percussão
- Fonte Eterna para contrabaixo e Piano
- Interlúdio V voor altviool en piano
- Luz para clarineta e piano
- Modinha para flauta e piano
- O Orelha para flauta, piano, contrabaixo e percussão
- Os Borulóides para duas flautas, piano, contrabaixo e percussão
- Ponteio para flauta e piano
- Três Miniaturas para oboé e piano
  1. Da Esperança
  2. Da Saudade
  3. Da Alegria
- Valsa para flauta e piano
- Vozes do Agreste voor koperblazers
- Vocalise para flauta e piano

### Werken voor piano
- 1949 Prelúdios no. 1 ao 9
- 1957 Série Brasileira opus 8
  1. Prelúdio
  2. Dança
  3. Movimento em três por quatro
  4. Chôro em forma de rondó
- 1961 Suíte infantil
  1. A pracinha das crianças
  2. O concurso de papagaios
  3. O dia de São Bartolomeu
  4. Conversa com o vento
- 1977 Timbres no. 1 e 2
- 1979 Tema com variações
- 1979 A catedral da Sá - Prelúdio em estilo Bachiano
- 1979 Belibá (para piano a quatro mãos)
- 1979 Beiráceas (para piano a quatro mãos)
- 1980 Balada para as flores
- 1985 Ritmata no. 1 e 2
- 1994 Pedrinho's boogie
- 1994 Sonata
  1. Lenda
  2. Cantilena
  3. Corrupio
- 1996 Sonatina
  1. Ingênuo
  2. Tristonho
  3. Agitado
- 1996 Poema brasileiro
- 1998 Clara
- 1998 Prelúdio no. 9 (B)
- 1999 Álbum de chôros
  1. Os chorões da Paulicéia
  2. O orelha
  3. Chôro do João
  4. O Gabriel chegou
  5. Chôro urbano
  6. Chôro miniatura
  7. Chôro das madrugas
  8. Chôro patético
  9. Canhoto também tem vez
  10. Pretensioso
- 1999 Cinco interlúdios
- 2001 Adágio
- A Catedral da Sé para Piano
- Beiráceas para Piano a 4 Mãos (voor vierhandig piano)
- Belibá Toada para piano a 4 mãos (voor piano vierhandig)
- Cantilena para Piano
- Casulo e rua Aurora
- Corrupio para Piano
- Cultura Musical voor piano
  1. Preludio No. 3
  2. Preludio No. 4
- Depoimento
- Improviso - Tema para Arlete voor piano
- Irmãos Vitale voor piano
- Lenda para Piano
- O Gabriel chegou para Piano Quarteto (voor pianokwartet)
- Ponteio No. 3 para piano
- Poranduba para Piano a 4 Mãos (voor vierhandig piano)

### Filmmuziek
- O matador van Amaro César en Egídio Ézio